# Gufufoss
De Gufufoss, stoomwaterval, is een waterval in het oostelijke fjordengebied van IJsland. De waterval ligt in de rivier de Fjarðará of Fjordrivier, die op de Fjarðarheiði hoogvlakte begint en bij het plaatsje Seyðisfjörður in de gelijknamige fjord stroomt. De valhoogte is 27 m en de waterval ligt op 181 m boven zeeniveau. Er liggen ongeveer 25 watervallen in de Fjarðará.